# Panzerpioniere (Bundeswehr)

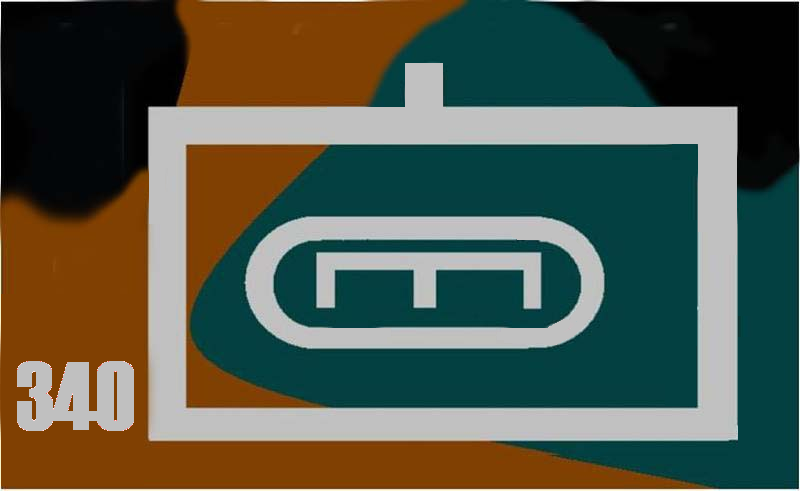
Taktisches Zeichen der Panzerpionierkompanie 340

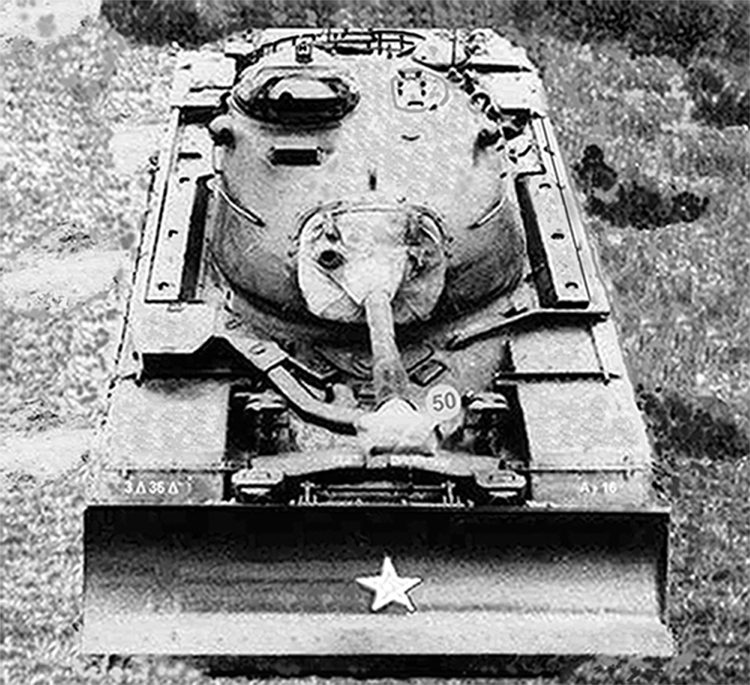
Räumpanzer M48A2DB

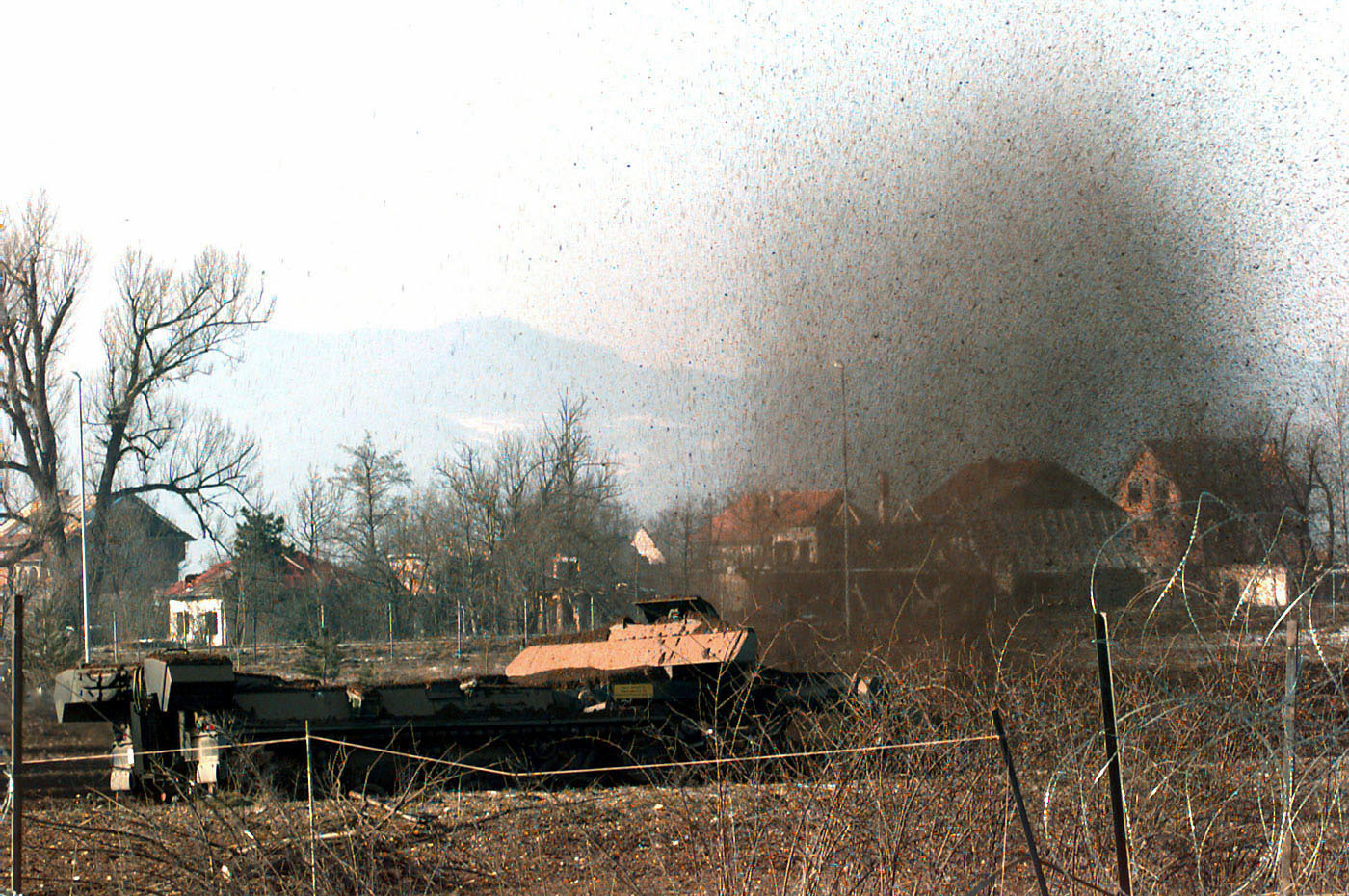
Minenräumpanzer Keiler im Einsatz in Bosnien-Herzegowina

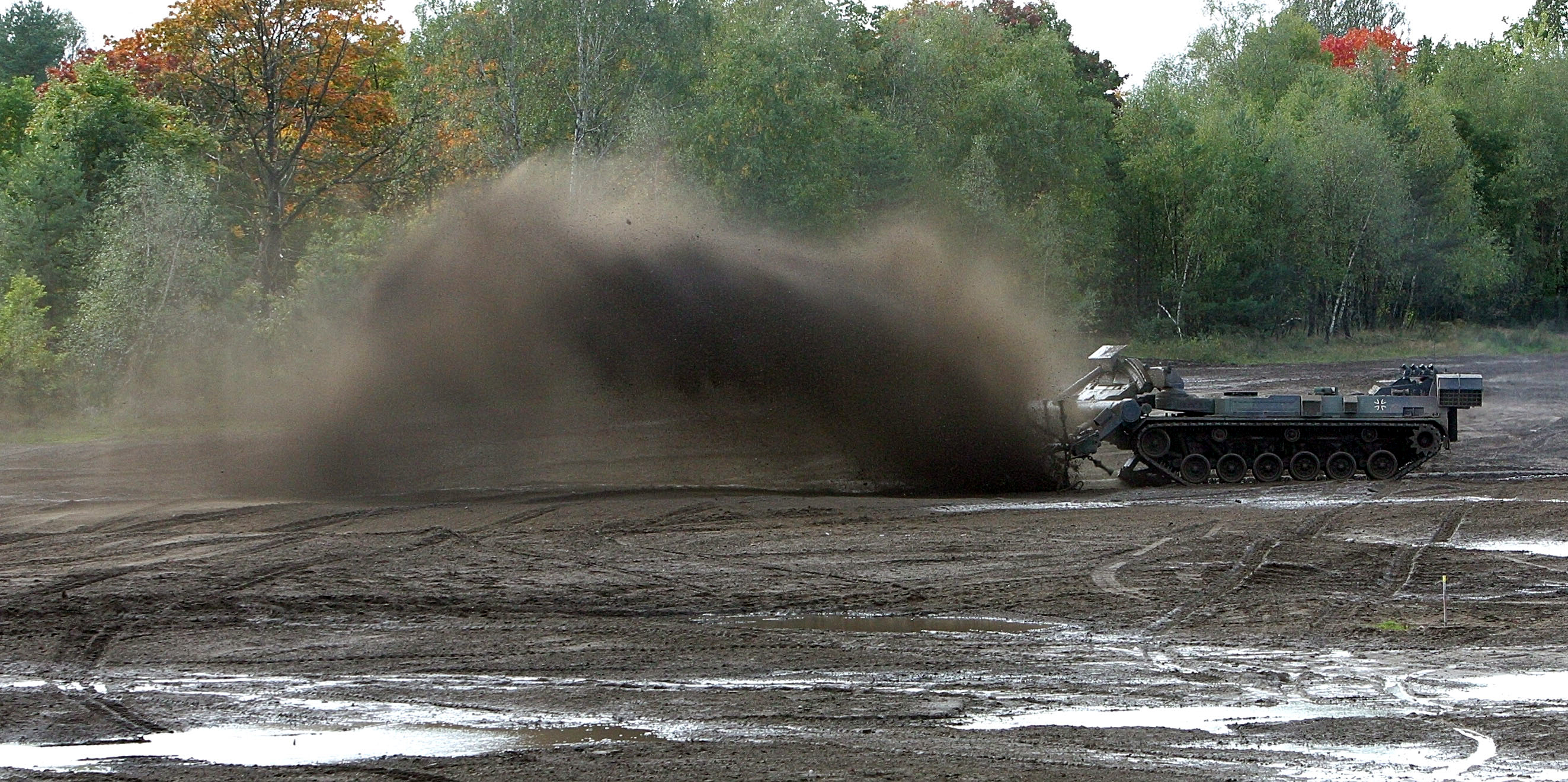
Minenräumpanzer Keiler im Gelände

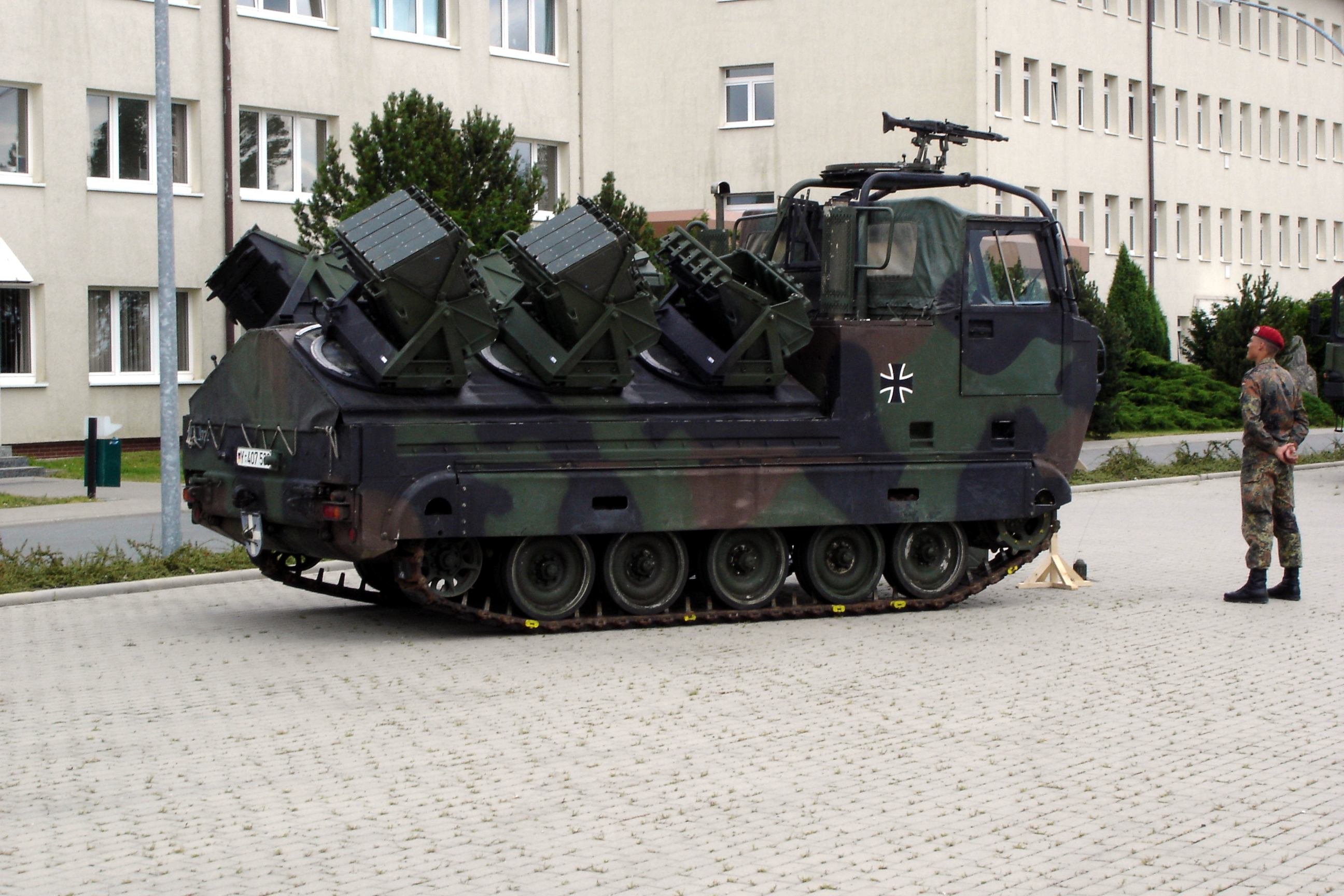
Minenwerfer Skorpion

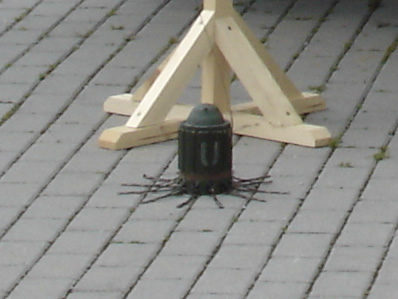
Panzerabwehrmine AT-2

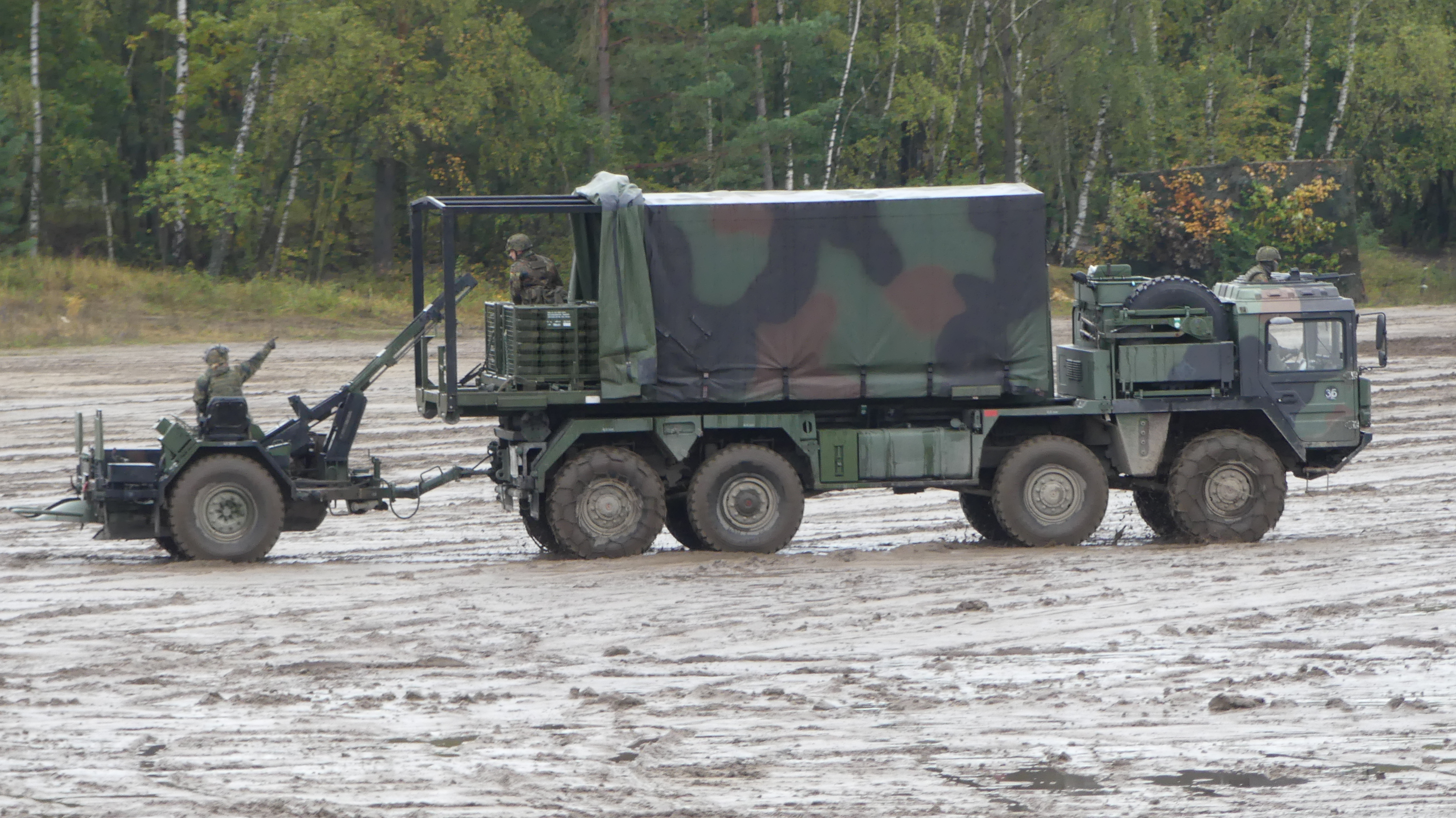
Minenverlegesystem 85

Panzerpioniere (PzPi) des Heeres sind eine Untergruppierung der Pioniere der Bundeswehr. Sie gehören ebenfalls zu den Kampfunterstützungstruppen und werden im Gefecht der verbundenen Waffen zum Aufklären und Öffnen von Sperren und Überwinden von Gewässerhindernissen eingesetzt.

## Auftrag
Zum Auftrag einer Panzerpionierkompanie gehört in erster Linie die Vorbereitung des Geländes/Gefechtsfeldes (pionierverstärktes Gelände) für die jeweiligen Operationsarten Verteidigung, Verzögerung oder Angriff der Kampftruppen. Sie ist hinsichtlich ihrer taktischen Ausrichtung und mithilfe ihres Großgerätes zur unmittelbaren Unterstützung eines Angriffs als „Speerspitze“ besonders geeignet, indem sie feindlichen Sperren aufklärt und Schneisen für die eigenen Panzer schlägt. Dazu bereitet der gepanzerte oder ungepanzerte Pioniererkundungstrupp unter der Führung eines Erkundungsunteroffiziers den Pioniereinsatz vor, indem unter anderem die Gangbarkeit des Geländes überprüft wird. Pionierzüge mit Pioniermaschinen folgen anschließend den eigenen Angriffsspitzen und beseitigen Sperren und andere Hindernisse. Auch sind sie dazu befähigt, die Spähaufklärung der Panzeraufklärer bzw. der heutigen Heeresaufklärer zu verstärken. Die Panzerpioniere unterstützen die Bewegungen der eigenen Truppe unmittelbar im Gefecht, indem sie versteckte Ladungen gegen den Feind auslösen oder Kampfmittel räumen. Von Pionieren nach einem Sperrplan angelegte Minensperren (Verlege-, Wurf- oder Richtminen) werden nach ihrem Auslösen den Kampftruppen zur Sicherung übergeben. Auch Gewässerüberquerungen durch Panzerschnellbrücken kann von den Panzerpionieren im gewissen Rahmen geleistet werden. Für größere Gewässer werden die amphibischen Pioniere eingesetzt. Zusätzlich können sie – je nach Bedarf – Bauaufgaben wie Erdaushub für Feldbefestigungen, Stellungen für Artilleriegeschütze, Gefechtsstände etc. ausführen.

### Aufträge im Gefecht

#### Orts und Häuserkampf
Panzerpioniere werden im Orts- und Häuserkampf von der Infanterie als Spreng- und Blendtrupp zum Öffnen von Drahtsperren, Barrikaden und Minensperren sowie zum „Schaffen von Zugängen“ eingesetzt. Dabei werden die Panzerpionierzüge der Panzerpionierkompanie auf die Infanteriekompanien der Brigade aufgeteilt. Die Infanterie ist zwar mit beschränkten Mitteln selbst in der Lage, Drahtsperren mittels Sprengrohren bzw. gestreckten Ladungen im Zuge der „erweiterten Pionierausbildung der Infanterie“ durchzuführen, jedoch hat sich durch die Dynamik im Orts- und Häuserkampf gezeigt, dass wegen der Vielzahl der unterschiedlichen Sperrhindernisse die Panzerpioniere dafür besser geeignet sind. Dies trifft besonders beim „Schaffen von Zugängen“ und dem Räumen von Minen zu.
Durch den häufigen Wechsel der Gefechtsart im Kampf im „bebauten Gelände“ sind Panzerpioniere in der Lage, Kampfaufträge im beschränkten Maße selbst wahrzunehmen, zum Beispiel den Kampf von Raum zu Raum.

#### Verteidigung/Verzögerung
In Verteidigungsoperationen werden Panzerpioniere meist geschlossen im Zugverband eingesetzt. Die Aufträge in der Verteidigung/Verzögerung sind das Anlegen von Verlegeminensperren (DM31), Richtminensperren (DM12), das Vorbereiten/Laden von Trichtersperren/Baumsperren und Brückensprengungen sowie das Vermessen von geplanten Sperren, die erst im Zuge der Verzögerung errichtet werden sollen. Dabei können sie von Infanteriegruppen überwacht und gesichert werden, soweit sie im Vorderen Rand der Verteidigung (VRV) operieren.
Das Anlegen von Panzergräben und Panzerstellungen (Leopard 1 und 2 sowie Jaguar 1/2 (Ausgesondert 2006)) ist mit dem Pionierpanzer Dachs möglich. Der Pionierpanzer Dachs benötigt für eine Panzerstellung 10 bis 15 Minuten. Das Anlegen von Drahtsperren und Stellungsbau ist jedoch nicht die Aufgabe der Selbständigen Panzerpionierkompanien, hierzu ist die Infanterie selbst befähigt.
Im Rückwärtigen Gelände sichern sich die Panzerpioniere grundsätzlich selbständig. Dazu stehen ihnen neben den üblichen Pioniermitteln (Erdziellafette MG3 und PzFst) pro Zug ein Panzerabwehrtrupp Milan (Ausgesondert ab 2018) oder MELLS zur Verfügung. Damit sind Pioniere in der Lage, weitreichend gepanzerte Kräfte (feindliche gepanzerte Aufklärungskräfte) zu bekämpfen.
Durch die vorherige Vermessung/Erkundung von Sperren sind die Panzerpionierzüge im Verlauf der Verzögerungsoperation in der Lage, auf den tatsächlichen Feindvorstoß zu reagieren und geplante Sperren binnen 15 Minuten in einer Breite von 3000-Meter-Geländeabschnitten mittels Wurfminensperren (Minenwurfsystem Skorpion ausgesondert 2011) zu sperren. Das Anlegen und „Schließen“ von Richtminensperren (DM12) mittels Lichtwellenleiter als Zünder ist ebenfalls möglich.

#### Angriff
Panzerpioniere sind neben der Befähigung zum Anlegen von Minensperren auch dazu befähigt, bei Angriffsoperationen mittels Pioniererkundungstrupps feindliche Minensperren und Geländehindernisse zu erkennen und zu überwinden.
Zum Öffnen von Minensperren stehen den Panzerpionieren der Minenräumpanzer Keiler sowie Minenräumleitern zur Verfügung. Der Minenräumpanzer Keiler ist durch seine Panzerung dazu befähigt, unter Feindfeuer Minengassen anzulegen (4,70 m Räumbreite), jedoch verfügt er selbst als Selbstverteidigung nur eine Nebelmittelwurfanlage, so dass er auf eine Sicherung durch die Kampftruppe angewiesen ist.
Zum Überwinden von Geländeeinschnitten (Flüsse und Gräben) verfügen die Panzerpioniere über den Brückenlegepanzer Biber/Leguan – diese sind dazu befähigt, in 5 Minuten eine Panzerschnellbrücke über Gräben von 20 m Breite bzw. mehrere Brückenlegepanzer eine Verbundbrücke von 45 m Länge unter Panzerschutz aufzubauen (Brückenlegepanzer Biber).

## Geschichte
Mit der Aufstellung der Bundeswehr wurden in den 1950er-Jahren Panzerpionierkompanien aufgestellt. Die Ausrüstung der Panzerpioniere unterscheidet sich von Beginn an von den „normalen Pionierverbänden“ der Bundeswehr vor allem durch ihre vollmechanisierten bzw. gepanzerten Gruppen- und Baumaschinenfahrzeuge. Als schweres Gerät standen hier zunächst nur der modifizierte Bergepanzer M32/M74 zur Verfügung, der dann durch den Räumpanzer M48A2DB/M48RPz ersetzt wurde. Als erster Brückenlegepanzer kam der Brückenlegepanzer M48 zum Einsatz. Die Kompanie verfügte über zwei Pionierpanzer und vier Brückenlegepanzer. Für jeden Brückenlegepanzer wurden zwei zusätzliche Brücken auf Tiefladeanhänger 25 t nachgeführt.
Mit diesem Gerät waren zuletzt nur noch die Panzerpionierkompanien der 2. Jägerdivision und der 4. Jägerdivision ausgestattet.
Zum Höhepunkt des Kalten Krieges war die Aufstellung von drei Panzerpionier-Sperrkompanien bei den Korps vorgesehen, von denen jedoch nur die PzPiSperrKp 741 als Geräteeinheit beim III. Korps aufgestellt wurde. Nach nur einer Aktivierung wurde sie nicht mehr zu Mob-Übungen herangezogen und Ende der 1980er-Jahre aufgelöst.
Bis zur Heeresstruktur IV waren grundsätzlich die selbständigen Panzerpionierkompanien den Brigaden und die PiBtl./PzPiBtl den Divisionen / Korps des Feldheeres unterstellt.
Im Zuge der Heeresstrukturreformen „Neues Heer / Heer 2010“ und „Neues Heer 2011“ wurden alle Pionierbataillone, Schwere Pionierbataillone und Pionierbrückenbataillone aufgelöst bzw. in Panzerpionierbataillone umgegliedert. Die Gliederung der einzelnen PzPiBtl. ist nicht homogen, sondern unterscheidet sich strukturell stark voneinander; so besitzt das PzPiBtl.130 zwei Kompanien Amphibienfahrzeuge M3 und die 6./PzPiBtl.4 einen Faltfestbrückenzug.
Die Selbständig Operierenden Panzerpionierkompanien wurden in den Heeresstrukturen 2010 und 2011 schrittweise aus den Panzer-/ Panzergrenadierbrigaden herausgelöst und aufgelöst. Von ehemals 33 Selbständigen PzPiKp'en blieb bis 2015 nur noch die Panzerpionierkompanie 550 in Stetten a.k.M übrig.

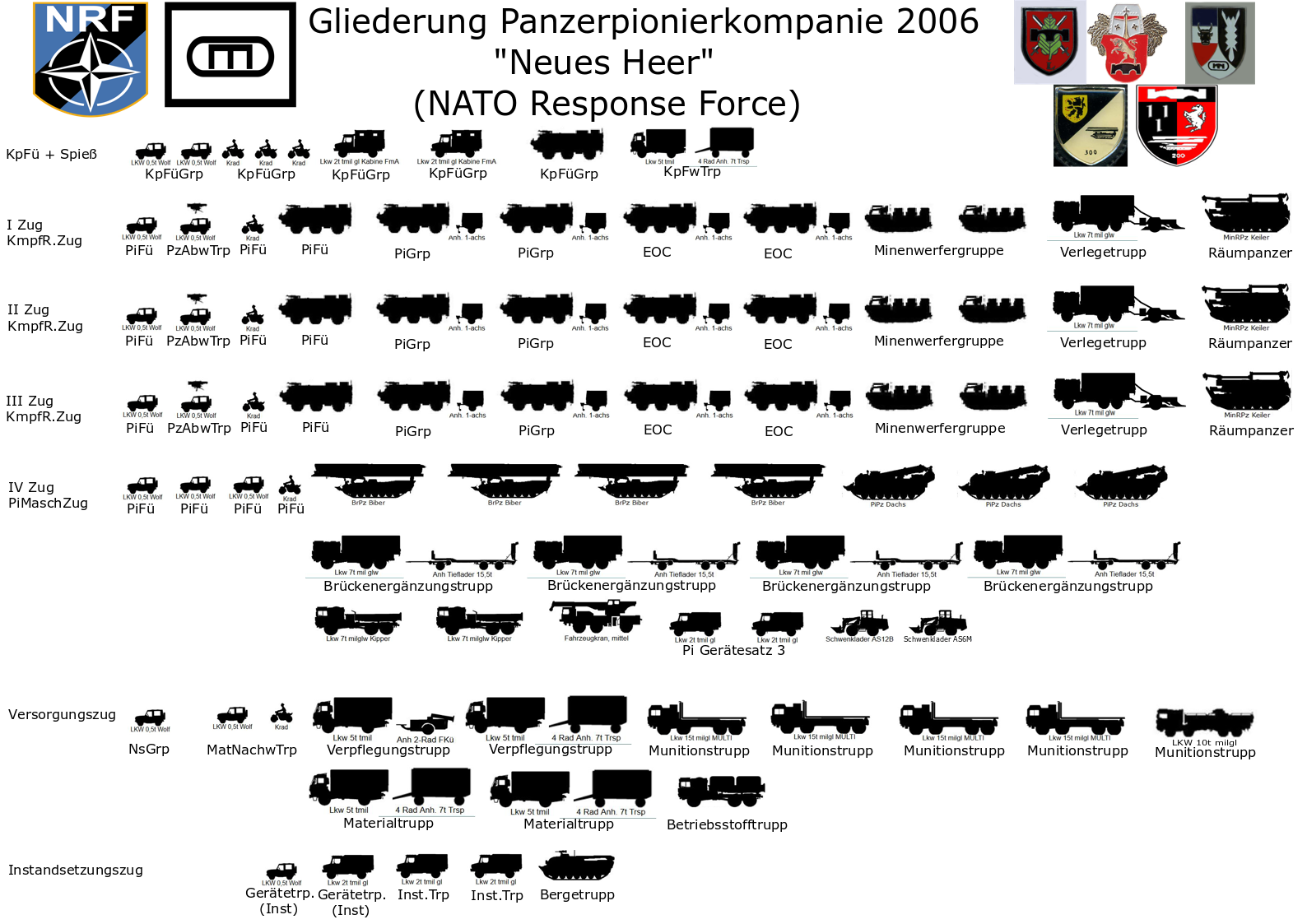
Gliederung einer Selbständigen Panzerpionierkompanie in der Heeresgliederung „Neues Heer“

## Organisation
Die Panzerpionierkompanien (PzPiKp) waren bis 2015 den Panzer- und Panzergrenadierbataillonen einer Kampfbrigade zugeordnet. Der Kompaniechef einer PzPiKp ist somit dem Brigadepionierführer unterstellt. Heute sind den Kampfbrigaden Panzerpionierbataillone (PzPiBtl) unterstellt; eine Ausnahme bildet die Deutsch-Französische Brigade mit der Panzerpionierkompanie 550.

### Truppenteile

#### Aktive Truppenteile im Heer
Die Panzerpioniertruppe umfasst folgende Truppenteile im Heer:
|                            | Bezeichnung                | Ort                     | Verband                      | Bemerkung |
| Bataillone                 | Bataillone                 | Bataillone              | Bataillone                   | Bataillone |
| -------------------------- | -------------------------- | ----------------------- | ---------------------------- | --- |
| Internes Verbandsabzeichen | Panzerpionierbataillon 1   | Holzminden              | Panzerbrigade 21             | |
| Internes Verbandsabzeichen | Panzerpionierbataillon 4   | Bogen                   | Panzerbrigade 12             | |
| Internes Verbandsabzeichen | Panzerpionierbataillon 130 | Minden                  | Panzerlehrbrigade 9          | enge Kooperation mit den 23 Amphibious Troop & 412 Troop (Volunteers) Royal Engineers der British Army am selben Standort bei gleicher Ausrüstung und Aufgabe |
| Internes Verbandsabzeichen | Panzerpionierbataillon 701 | Gera                    | Panzergrenadierbrigade 37    | |
| Internes Verbandsabzeichen | Panzerpionierbataillon 803 | Havelberg               | Panzergrenadierbrigade 41    | |
| Selbstständige Kompanien   |                            |                         |                              | |
| Internes Verbandsabzeichen | Panzerpionierkompanie 550  | Stetten am kalten Markt | Deutsch-Französische Brigade | |

### Gliederung des Panzerpionierbataillons 1
- 1. Kompanie (Versorgungs- und Unterstützungskompanie)
- 2. Kompanie (Panzerpionierkompanie (PzPiKp))
- 3. Kompanie (PzPiKp)
- 4. Kompanie (Pioniermaschinenkompanie (PiMaschKp))[29]

### Gliederung des Panzerpionierbataillons 4
- Stab mit Stabszug
- 1. Kompanie / Panzerpionierbataillon 4 (Versorgungs- und Unterstützungskompanie). Die 1. Kp unterstützt den Bataillonskommandeur bei der Führung des PzPiBtl 4, Betrieb von Führungseinrichtungen wie Gefechtsstände, sowie Sicherstellung der logistischen Durchhaltefähigkeit des Bataillons.
- 2. Kompanie / Panzerpionierbataillon 4 (Panzerpionierkompanie (PzPiKp)). Pionierzüge legen Minen- oder Drahtsperren an und führen Sicherungsaufträge durch. Der Panzerpioniermaschinenzug verfügt über Kettenfahrzeuge und Baumaschinen. Mithilfe der Brückenlegepanzer werden Hindernisse überwunden. Der Pionierpanzer Dachs bewegt Erdmengen zum Ausheben von Gräben bzw. Zuschütten feindlicher Gräben. Die Kampfmittelabwehrzüge klären Sprengfallen wie Minen oder IED (Improvised Explosive Devices) auf und vernichten sie.
- 3. Kompanie / Panzerpionierbataillon 4 (Panzerpionierkompanie (PzPiKp)). Gleiche Gliederung wie 2. Kompanie, verfügt über leichten und schweren Kampfmittelabwehrzug.
- 4. Kompanie / Panzerpionierbataillon 4 (Pioniermaschinenkompanie). Ehemals 6. PzPiBtl 601 Gliederung in KpFü, Kampfmittelabwehrzug, Pioniermaschinenzug mit ungepanzerten Erdbaumaschinen wie Baggern und Radladern, Faltfestbrückenzug sowie Bohrzug für die Wassergewinnung.[30][31]

### Gliederung des Panzerpionierbataillons 130
- 1. Kompanie (Versorgungs- und Unterstützungskompanie)
- 2. Kompanie (Panzerpionierkompanie (PzPiKp))
- 3. Kompanie (Panzerpionierkompanie (PzPiKp))
- 4. Kompanie (Ergänzungstruppenteil)
- 4. Kompanie PiBtl 901 (Schwimmbrückenkompanie M3)[32]
- 5. Kompanie PiBtl 901 (Schwimmbrückenkompanie M3)

### Gliederung einer selbständigen Panzerpionierkompanie
Die Mannschaftsstärke einer PzPiKp besteht in der Regel aus 260 Soldaten und unterteilt sich in:
- Kompanieführungsgruppe (KpFüGrp)

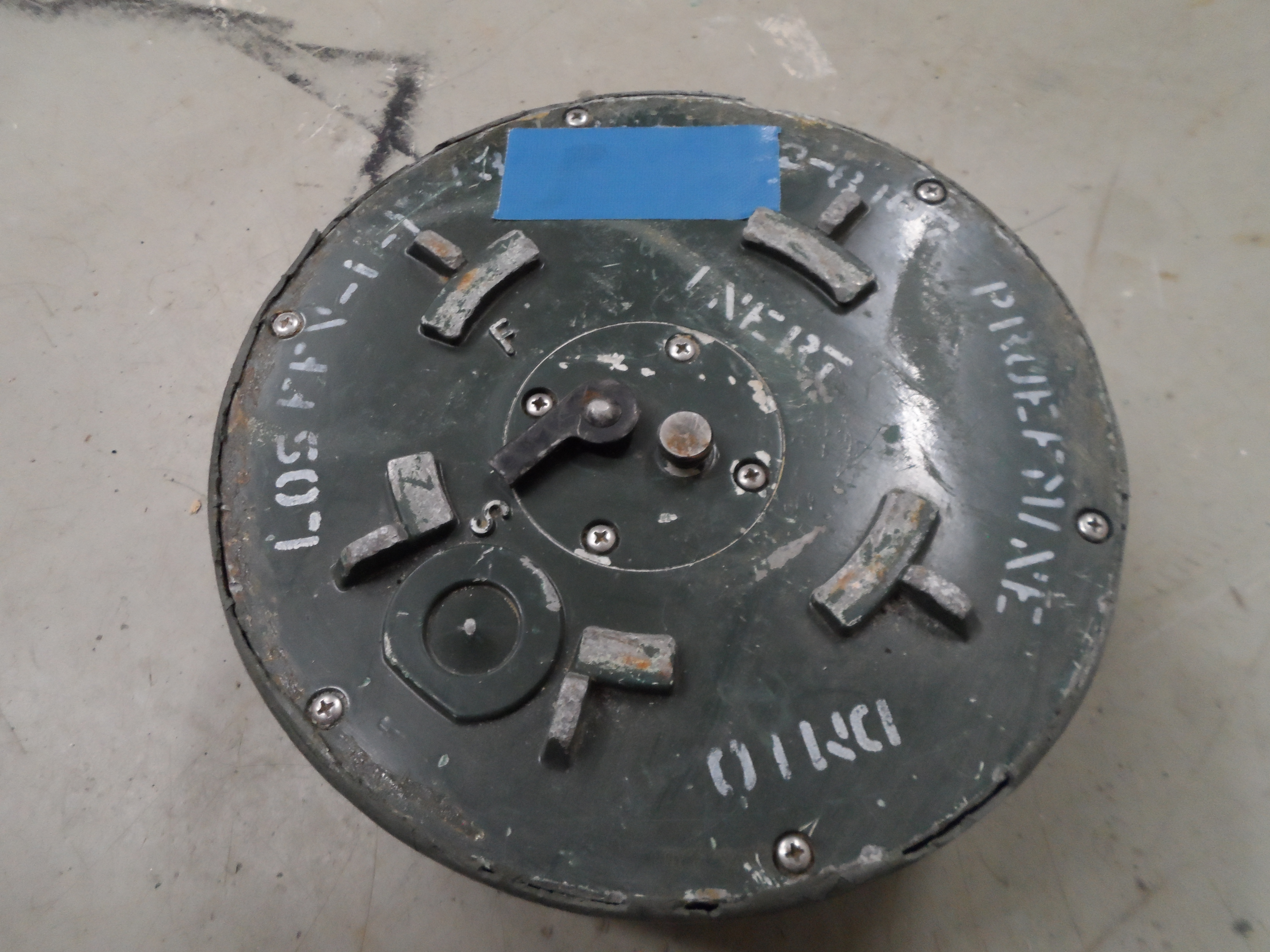
Panzerabwehrmine DM31 2. Generation

- Panzerabwehrmine DM31 2. GenerationI. und II. Panzerpionierzug (PzPiZg)
- Pioniermaschinen-/Panzerbrückenzug (PzPiMaschZg)
- Mineneinsatz-/Kampfmittelzug Schwer (KpfmZg)
- Mineneinsatz-/Kampfmittelzug Leicht (KpfmZg)
- Minenverlegezug (PzPiZg + 2 Minenverleger)
- Instandsetzungsgruppe (InstGrp)
- Versorgungsgruppe (VersGrp)[33]

## Großgerät

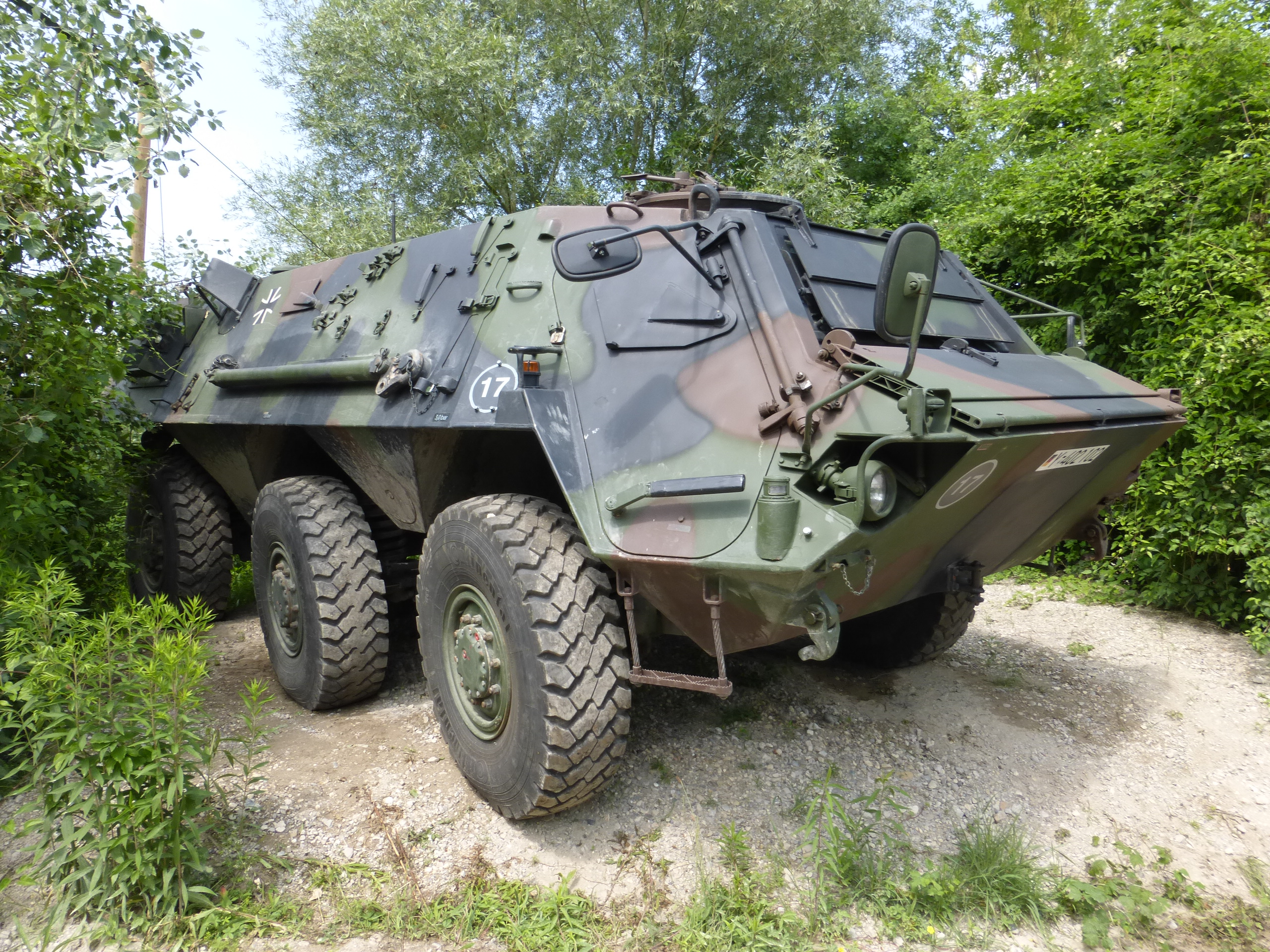
Transportpanzer Fuchs

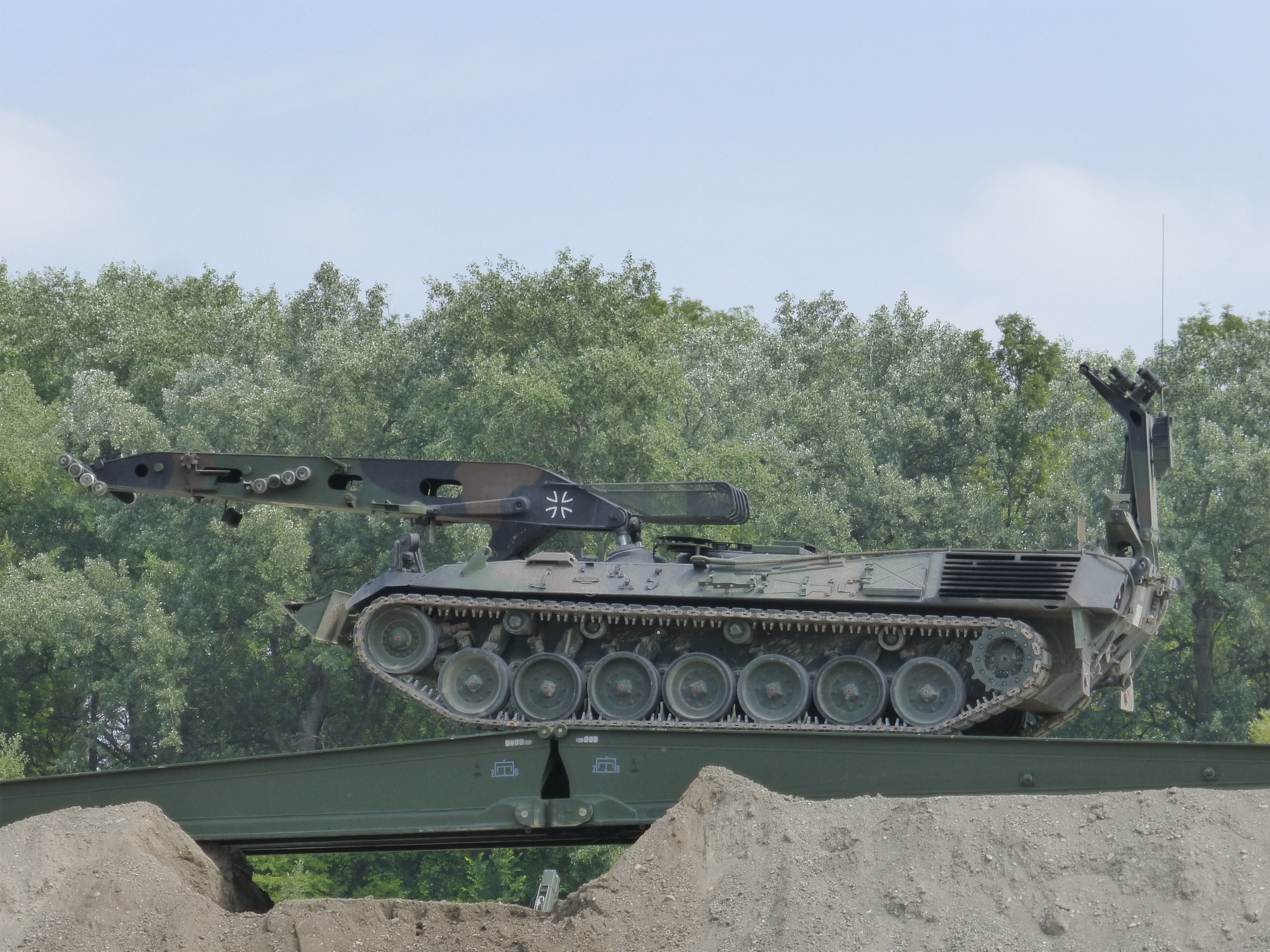
Brückenlegepanzer Biber auf einer zuvor von ihm selbst verlegten Brücke

Um zusammen mit den Kampftruppen im Gefecht wirken zu können, sind die Panzerpioniereinheiten und -verbände mit gepanzerten Gefechtsfahrzeugen ausgestattet.
- Transportpanzer Fuchs (TPz Fuchs)[34]
- Minenverlegesystem 85[35]
- Fennek (Führungs- und Erkundungsfahrzeug Pioniertruppe)
- Minenräumpanzer Keiler (MiRPz Keiler)[36]
- Pionierpanzer Dachs (PiPz Dachs)[37]
- Brückenlegepanzer Biber (BrPz Biber)[38]
- Brückenlegepanzer Leguan (BrPz Leguan)[39]

Für Transportaufgaben stehen ihnen diverse Radfahrzeuge zur Verfügung.